# Shadows Collide with People
Shadows Collide With People – czwarty studyjny album Johna Frusciante wydany w 2004 roku. Album stanowi ujście dla energii, jaką odzyskał artysta, gdy wyszedł z uzależnienia od narkotyków. Od strony technicznej album jest jednym z najlepiej nagranych w jego dyskografii. Frusciante podczas nagrywania skorzystał z pomocy swoich przyjaciół m.in. Flea i Chada Smitha (obaj Red Hot Chili Peppers), Josha Klinghoffera oraz Omara Rodrigueza (z zespołu Mars Volta).

## Lista utworów
1. „Carvel” – 6:13
2. „Omission” (John Frusciante, Josh Klinghoffer) – 4:34
3. „Regret” – 2:58
4. „Ricky” – 3:57
5. „Second Walk” – 1:43
6. „Every Person” – 2:38
7. „-00Ghost27” (John Frusciante, Josh Klinghoffer) – 3:50
8. „Wednesday's Song” – 3:31
9. „This Cold” – 2:00
10. „Failure33 Object” – 2:56
11. „Song to Sing When I'm Lonely” – 3:16
12. „Time Goes Back” – 3:23
13. „In Relief” – 3:36
14. „Water” – 4:06
15. „Of Before” (tylko na wydaniu japońskim) – 3:17
16. „Cut-Out” – 3:34
17. „Chances” – 1:49
18. „23 Go in to End” – 6:42
19. „The Slaughter” – 3:53